# Ilyushin Il-4
Ilyushin Il-4 là một máy bay ném bom Xô viết trong Chiến tranh thế giới thứ hai, được sử dụng rộng rãi bởi Không quân Xô viết (VVS, Voenno-Vozdushnye Sily) dù không nổi tiếng lắm. Tên hiệu NATO của nó là Bob.

## Thiết kế và phát triển
DB-3
Il-4 xuất hiện với tư cách một nguyên mẫu máy bay ném bom được sản xuất vội với tên gọi TsKB-26. Nhiều phần thân và buồng lái được lấy từ chiếc máy bay chiến đấu TsKB-12 (Polikarpov I-16), thêm cánh mới làm bằng thép hàn các thanh chữ U và thép ống. Chỉ vài chiếc được chế tạo trước khi sự chú ý quay sang phiên bản cải tiến của chiếc TsKB-30, sử dụng một thân mới với cùng cách chế tạo. Việc hàn các thanh thép đòi hỏi ba mối hàn ở mỗi điểm nối, vì thế cần rất nhiều thời gian để chế tạo chiếc máy bay này. Tuy vậy thiết kế có tầm bay tuyệt vời và khá vững chắc. Nó được đưa vào chế tạo năm 1936 với tên gọi DB-3, 1.528 chiếc đã hoàn thành vào năm 1939.
DB-3M
DB-3 được tiếp nối bởi phiên bản cải tiến DB-3M, trông giống như phiên bản trước kia ngoại trừ một mũi lớn và tròn hơn. Tuy nhiên, loại máy bay này thực tế khá khác biệt ở bên trong. Với những bài học có được từ chiếc Li-2 (Douglas DC-3) toàn bộ chiếc máy bay được chế tạo lại, sử dụng thép chữ T thay vì thép U và ống trước kia. Điều này giúp giảm đáng kể thời gian chế tạo, và chiếc DB-3M nhanh chóng được đưa vào sản xuất.
DB-3F / Il-4
Một sự thay đổi động cơ từ loại M-87B 950 sức ngựa (708 kW) M-87B lên loại M-88 1.100 sức ngựa (820 kW) M-88 và được đặt tên là DB-3F, cuối cùng nó được đổi tên lần nữa năm 1942 thành Il-4. Một số chiếc có cánh ngoài và thân trước bằng gỗ thay kim loại, và toàn bộ động cơ cũng như thùng nhiên liệu được cải tiến để có khả năng thao diễn cao hơn trong khi vẫn duy trì được tầm hoạt động. Tuy nhiên, thay đổi đáng kể nhất là việc thêm nhiều tháp súng, sử dụng loại 12.7 mm UBT thay cho loại 7.62 mm trước đó. Ngoài ra, người ta phát hiện pháo thủ sẽ là mục tiêu bị tấn công đầu tiên, vì thế các tấm giáp bảo vệ được đặt quanh vị trí này.
Tuy nhiên, tất cả những trọng lượng tăng thêm đó đều được bù bằng sức mạnh của loại động cơ mới nhưng Il-4 vẫn có tốc độ thấp hơn các phiên bản trước, chỉ 404 km/h. Một cố gắng nhằm tăng khả năng thao diễn cho Il-6, thêm các động cơ diesel lớn hơn và lớp bảo vệ dày hơn. Động cơ cho thấy không đáng tin cậy và việc chế tạo hàng loạt không bao giờ diễn ra. Il-4 được chế tạo cho tới tận năm 1944, khi hơn 5.200 chiếc đã xuất xưởng.

## Lịch sử hoạt động
Dù Il-4 chỉ là một máy bay ném bom tầm trung, nó có tầm hoạt động đủ để thực hiện các phi vụ ném bom chiến lược. Không quân Xô viết không thực sự quan tâm tới điều này, nhưng quả thực Il-4 đã được sử dụng trong nhiều phi vụ ném bom được quảng cáo rùm beng tại Berlin. Đa số các phi vụ khác đều ở tầm ngắn hơn, thường có thêm 1.000 kg bom nữa dưới cánh, ngoài 2.500 kg ở khoang trong.
Phần Lan đã mua 4 chiếc DB-3F do Đức chiếm được. Chúng mang số từ DF-22 đến DF-25 trong Không quân Phần Lan và bay từ Bryansk, Nga đến Phần Lan (chiếc DF-22, đã bị phá hủy khi đang trên đường bay và rơi gần sân bay Syeschtschinskaya). Những máy bay này sau đó hoạt động trong Phi đội 48 trong năm 1943 (DF-23, DF-24 và DF-25), Phi đội 46 trong năm 1944 (DF-23 và DF-24) và Phi đội 45 trong thời gian ngắn vào năm 1945 (DF-23), cho đến chiếc cuối cùng còn hoạt động được đã được cất vào kho 23 tháng 2-1945

## Các quốc gia sử dụng

Il-4 (1942)

Phần Lan
- Không quân Phần Lan

 Germany
- Không quân Đức

 Liên Xô
- Không quân Xô viết
- Không quân Hải quân Xô viết

## Đặc điểm kỹ thuật

### Đặc điểm chung
- Phi đội: Ba người
- Chiều dài: 14.80 m (48 ft 6.75 in)
- Sải cánh: 21.44 m (70 ft 4.5 in)
- Chiều cao: 4.10 m (13 ft 5.5 in)
- Diện tích cánh: 66.7 m² (718 ft²)
- Trọng lượng rỗng: 5.800 kg (12.787 lb)
- Trọng lượng cất cánh tối đa: 11.300 kg (24.912 lb)
- Động cơ: 2 Động cơ cánh quạt xuyên tâm Nazarov M-88B, 820 kW (1.100 hp) mỗi chiếc

### Thao diễn
- Tốc độ tối đa: 430 km/h (232 knots, 267 mph)
- Tầm hoạt động: 3.800 km (2.052 nm, 2.361 miles)
- Trần bay: 9.700 m (31.825 ft)

### Trang bị vũ khí
- 2 × súng máy ShKAS 7.62 mm
- 1 × súng máy Berezin UB 12.7 mm
- Lên tới 2.500 kg (5.500 lb) bom hoặc mìn. Hoặc một thủy lôi 940 kg (2.072 lb) 45-36-AN hay thủy lôi 45-36-AV

## Chủ đề liên quan
- Liên quan
  - Ilyushin DB-3
  - Ilyushin Il-6
- Máy bay tương tự
  - B-25 Mitchell
  - Heinkel He 111
- Dãy
- Danh sách
  - Danh sách máy bay quân sự giữa hai cuộc chiến tranh thế giới
  - Danh sách máy bay trong Chiến tranh Thế giới II
  - Danh sách máy bay quân sự Liên bang Xô viết và CIS
  - Danh sách máy bay ném bom
- Xem thêm